# Super Litte Fanta Heroes
Super Little Fanta Heroes fue una serie animada echa por Mondo TV. La serie narra las aventuras de un grupo de jóvenes que son descendientes de héroes míticos del pasado. Estos jóvenes dotados de las virtudes de sus antepasados a la vez que viven sus lances, cuentan las historias de sus antepasados y otras leyendas sacados de clásicos universales.

## Personajes[2][3][4]
Hércules (descendiente de Hércules) y su perro Cerbero
Hua Mulán (descendiente de Hua Mulán) y su  águila Tylli
La Tortuga Ninja Dragón
Ulises ayudado por un Carnero y un Oso
David (descendiente del Rey David) y el guepardo Betsy
El Ladrón de Bagdad (descendiente de unos d ellos ladrones de Bagdad) ayudado por su león de las cavernas Yubba 
Jerónimo (descendiente de Pocahontas) y puma de las cavernas Cuchillo Sangriento con el búfalo Wapi 
Quasimodo (hijo de Quasimodo) 
el protector Yeti Azul y dos pequeños dinosaurios llamados Knock y Hit. 
Rey Diablo (antagonista)